# Angelo Buono
Angelo Anthony Buono Jr. (Rochester, 5 ottobre 1934 – Calipatria, 21 settembre 2002) è stato un serial killer statunitense.
Lui e suo cugino Kenneth Bianchi erano conosciuti come gli "strangolatori di Hillside".

## Biografia
Buono nacque a Rochester, nello  Stato di New York, da emigrati italoamericani di prima generazione originari di San Buono. Prima degli omicidi, Buono aveva già dei lunghi trascorsi criminali, tra cui aggressioni e stupri. Nel 1975, quando Buono aveva 41 anni, venne in contatto con suo cugino, Kenneth Bianchi. Definitosi "donnaiolo", Buono persuase Bianchi ad affiancarlo nello sfruttamento di due prostitute.
Alla fine del 1977 i due iniziarono a uccidere, e quando furono arrestati nel 1979 furono accertate dieci loro vittime. Si dice che Buono avesse convinto le donne a chiamarlo "The Italian Stallion" (lo Stallone Italiano) per la sua prestanza sessuale, fatto che fu raccontato in diversi show televisivi, come il programma di Investigation Discovery Deranged e Biography su A&E Television Network.

### Omicidi
Bianchi e Buono giravano per Los Angeles nella macchina di Buono e usavano finti distintivi per convincere le donne che erano poliziotti sotto copertura. Le loro vittime erano ragazze e donne tra i 12 e i 28 anni di varia estrazione sociale. Facevano salire le vittime sull'auto di Buono, presentandola come un'auto della polizia non registrata, e le portavano a casa di Buono per torturarle e ucciderle. Le vittime furono:
- Yolanda Washington, 19 anni – 17 ottobre 1977
- Judith Lynn Miller, 15 anni – 31 ottobre 1977
- Lissa Kastin, 21 anni – 6 novembre 1977
- Jane King, 28 anni – 10 novembre 1977
- Dolores Cepeda, 12 anni – 13 novembre 1977
- Sonja Johnson, 14 anni – 13 novembre 1977
- Kristina Weckler, 20 anni – 20 novembre 1977
- Lauren Wagner, 18 anni – 29 novembre 1977
- Kimberely Martin, 17 anni – 9 dicembre 1977
- Cindy Lee Hudspeth, 20 anni –16 febbraio 1978

Entrambi gli uomini abusavano sessualmente delle vittime prima di strangolarle. Sperimentarono poi altri metodi di uccisione, come iniezione letale, folgorazione e avvelenamento con monossido di carbonio. Nel periodo in cui commise gli omicidi, Bianchi cercò di lavorare per il Los Angeles Police Department (LAPD) e fece anche dei pattugliamenti con poliziotti alla ricerca degli "strangolatori di Hillside".
Una notte, dopo aver scorto la loro possibile undicesima vittima, Bianchi rivelò a Buono che aveva partecipato a dei pattugliamenti del LAPD e che era ancora sotto interrogatorio per il caso. Buono si infuriò e minacciò di uccidere Bianchi se non si fosse trasferito a Bellingham, nello Stato di Washington. Nel maggio 1978 Bianchi si trasferì a Bellingham.
L'11 gennaio 1979, mentre lavorava come guardia di sicurezza, Bianchi attirò due studentesse dentro una casa nella quale stava facendo da guardia Le donne erano la ventiduenne Karen Mandic e la ventisettenne Diane Wilder, ed entrambe studiavano alla Western Washington University. Strangolò la prima ragazza dopo averla fatta sdraiare, e uccise la seconda nella stessa maniera. Senza l'aiuto del cugino, lasciò molte tracce e la polizia lo catturò il giorno dopo. Una patente della California e un semplice controllo lo collegavano agli indirizzi di due vittime degli "strangolatori di Hillside".
Dopo il suo arresto, Bianchi ammise che nel 1977 lui e Buono, fingendosi poliziotti, fermarono una ragazza chiamata Catharine Lorre con l'intenzione di rapirla e ucciderla. Ma dopo che appresero che era la figlia dell'attore Peter Lorre, la lasciarono andare. Solamente dopo che fu arrestato Catharine apprese l'identità degli uomini che aveva incontrato.

### Processo e condanna
Il processo contro Buono era largamente basato sulla testimonianza di Bianchi. Dopo aver capito che Bianchi era un testimone inaffidabile, il procuratore distrettuale della Contea di Los Angeles John Van de Kamp decise di revocare tutte le accuse contro Buono e lasciarlo libero. Il primo giudice, Ronald M. George (futuro presidente della Corte Suprema della California), negò però l'autorizzazione al rilascio. Rifiutò la scarcerazione di Buono, e riassegnò il caso all'ufficio del procuratore generale della California George Deukmejian.
Il processo a Buono durò dal novembre 1981 al novembre 1983; nel frattempo Deukmejian fu eletto governatore e Van de Kamp fu eletto per sostituire Deukmejian come procuratore generale, così l'ufficio del procuratore generale di Van de Kamp vinse il caso che da procuratore distrettuale avevano dichiarato non vincibile. Durante il processo, Bianchi testimoniò contro Buono in cambio di una condanna più leggera. La giuria condannò Buono per nove capi d'accusa di omicidio all'ergastolo, e il giudice George commentò che la pena di morte sarebbe stata una pena più adeguata.

### Morte
Nel 1986 Buono sposò Christine Kizuka, madre di tre figli e direttrice al California State Employment Development Department. Buono fu trovato morto il 21 settembre 2002 nella prigione statale di Calipatria. Solo in cella al momento della morte, morì per infarto miocardico acuto.

### Dopo la morte
Nel 2007 il nipote di Buono, Christopher Buono, si suicidò poco dopo aver sparato in testa a sua nonna, Mary Castillo. Questa era stata sposata con Angelo Buono, e aveva avuto cinque figli con lui, tra cui il padre di Christopher. Chris Buono aveva scoperto l'identità di suo nonno solo nel 2005.

## Riferimenti nella cultura di massa
Nel 1989 nel film The Case of the Hillside Stranglers, Buono fu interpretato dall'attore Dennis Farina. Nel 2004 nel film The Hillside Strangler, Buono fu interpretato da Nicholas Turturro e in Rampage: The Hillside Strangler Murders (2006), da Tomas Arana.